# Institut für Radiumforschung

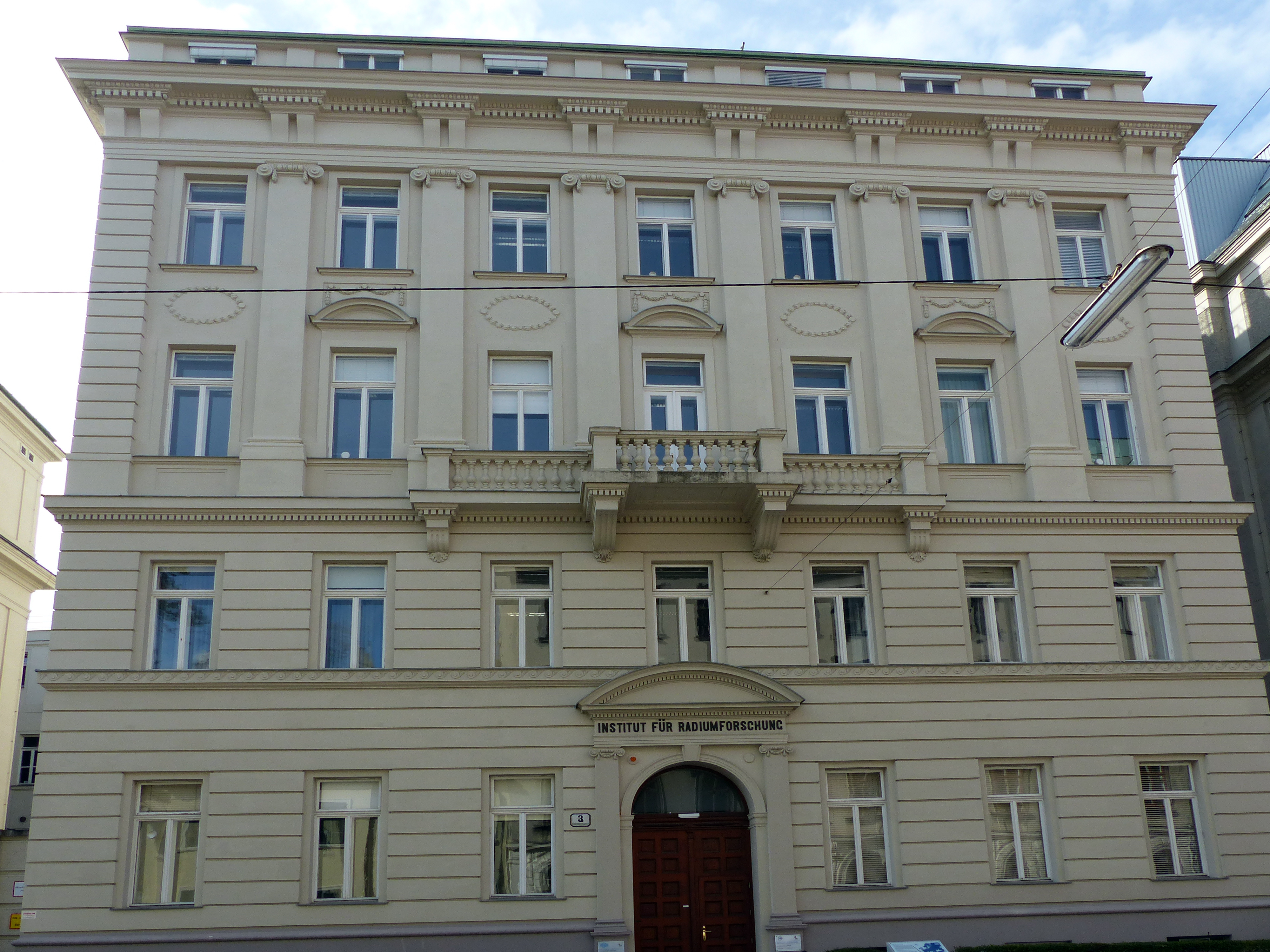
Institut für Radiumforschung und Kernphysik in der Boltzmanngasse in Wien

Das Institut für Radiumforschung der kaiserlichen Akademie der Wissenschaften wurde 1910 in Wien gegründet und war das erste Institut der Welt zur Erforschung der Radioaktivität.

## Geschichte
Die Gründung geht auf eine Initiative Karl Kupelwiesers im Jahre 1908 zurück, in dem er einen Betrag von 500.000 Kronen für den Bau und die Einrichtung eines Instituts für Radiumforschung zur Verfügung stellte. Entwurf und Planung (Architektur: Bürogemeinschaft Eduard Frauenfeld & Berghof) fanden unter Franz Serafin Exner und Stefan Meyer statt. Die Bauarbeiten in der Waisenhausgasse, heute Boltzmanngasse 3, Wien-Alsergrund, begannen im Jahre 1909; am 28. Oktober 1910 wurde das Institut von Erzherzog Rainer eröffnet. Zum Direktor wurde Franz-Serafin Exner ernannt, die interne Leitung des Instituts übernahm Stefan Meyer, erster Assistent war der spätere Nobelpreisträger Victor Franz Hess.
Mit welcher Aufmerksamkeit die Errichtung des Wiener Radium-Instituts weltweit verfolgt wurde, geht aus einem Brief von Otto Hahn vom 16. Oktober 1908 hervor, in dem er sich um die Stelle eines Leiters der chemischen Abteilung bewarb. George de Hevesy wurde für seine Arbeiten der Anwendung der Methode der radioaktiven Indikatoren auf biologische Probleme, die er gemeinsam mit Friedrich Adolf Paneth am Institut für Radiumforschung begonnen hatte, 1943 mit dem Nobel-Preis für Chemie ausgezeichnet. Otto Hönigschmid bestimmte hier das Atomgewicht des Radiums, und Marietta Blau entwickelte die photographische Methode. Kurze Zeit arbeitete hier auch die Wiener Radiumforscherin Hilda Fonovits. Unter Stefan Meyer erreichte das Institut im Lauf der Zeit einen ungewöhnlich hohen Anteil an weiblichen Mitarbeiterinnen.
Auf Grund der Besetzung Österreichs durch Hitlerdeutschland musste Stefan Meyer 1938 wegen seiner jüdischen Ahnen die Leitung zurücklegen; sein langjähriger Assistent Gustav Ortner folgte ihm nach, bis Kriegsende 1945. Ab 1945 wurde Stefan Meyer wieder eingesetzt, bis zu seiner Pensionierung 1947. Berta Karlik vertrat ihn zunächst als provisorische Leiterin. Sie wurde 1947 zum Vorstand bestellt und leitete das Institut bis 1974. In diesem Jahr folgte ihr Herbert Vonach nach, der die Leitung bis 1986 innehatte. Ab der Umwandlung in das Institut für Mittelenergiephysik 1986 war Wolfgang Breunlich geschäftsführender Direktor. Das Institut beteiligte sich an Experimenten bei mehreren internationalen Teilchenbeschleunigern, darunter LNF (Laboratori Nazionali di Frascati, Italien) und PSI (Paul-Scherrer-Institut, Schweiz).
Schon 1956 war eine Erweiterung des Aufgabengebiets und die Umbenennung in „Institut für Radiumforschung und Kernphysik“ erfolgt. Berta Karlik, Institutsvorstand von 1945 bis 1974, erhielt 1955 eine neue Lehrkanzel für Kernphysik an der Universität Wien, so dass das Institut nun nicht nur mehr Institut der Akademie der Wissenschaften, sondern auch ein Universitätsinstitut war.

## Ehrung
Am 28. Mai 2015 erhielt das Institut für Radiumforschung, das älteste Institut der Österreichischen Akademie der Wissenschaften, den Titel "Historic Site" von der European Physical Society.
Viele der wissenschaftlichen Geräte aus der Gründungszeit des Radiuminstituts sind seit 2010 im Museum für Geschichte der Physik im Schloss Pöllau ausgestellt.

## Nachfolgeinstitutionen
Das Institut hat zwei getrennte Nachfolgeinstitutionen:
- Das Stefan-Meyer-Institut für Subatomare Physik der Österreichischen Akademie der Wissenschaften (SMI, Boltzmanngasse 3, früher Institut für Mittelenergiephysik). Hier wird in Zusammenarbeit mit ausländischen Forschungszentren die starke Wechselwirkung untersucht, beispielsweise anhand von pionischen oder kaonischen Atomen, das heißt Atomen, in denen an Stelle eines Elektrons ein Meson (Pion oder Kaon) den Kern umkreist.

- Das Institut für Isotopenforschung und Kernphysik der Universität Wien, dessen Schwerpunkt seit 1996 auf dem Studium seltener Isotope mit Hilfe der Beschleuniger-Massenspektrometrie liegt, mit der Adresse Währinger Straße 17. Dazu dient der Beschleuniger VERA. Das Institut beschäftigt sich, abgesehen von der Lehre, u. a. mit der „klassischen“ Radiokohlenstoffdatierungsmethode, mit der Untersuchung von Kernreaktionen, der Evaluierung von Kerndaten und der Anwendung nuklearer Methoden. Seit 2007 wurde das Institut für Isotopenforschung und Kernphysik zu zwei Arbeitsgruppen der Fakultät für Physik: Isotopenforschung und Kernphysik.